# Europe (hymne)
Pour les articles homonymes, voir Europe (homonymie).
Europe est l'hymne national du Kosovo dont la musique a été composée par Mendi Mengjiqi. Il est adopté le 11 juin 2008 par l'Assemblée du Kosovo avec une majorité de 72 votes pour, 15 contre et 5 abstentions. 
Il ne dispose pas de paroles dans le but de « respecter la nature multiethnique du Kosovo ». 